# La rosa de los vientos (canción de Makiza)
«La rosa de los vientos» es una canción del grupo de hip hop chileno Makiza, fue lanzado el primer sencillo Aerolíneas Makiza en 1999.

## Composición
«La rosa de los vientos» fue sampleado de varias canciones: «Gin and Juice» de Snoop Dogg, «The Only Thing I Could Wish For» de Angela Boffill, «Do As De La Does» de De La Soul, «Bad Boys de Marseille» de Akhenaton.

## Legado
«La rosa de los vientos» fue colocado en Rock&Pop 20 Años 200 Canciones.

## En la cultura popular
«La rosa de los vientos» fue utilizado en un episodio de Diego y Glot, cuando Abuela Margarita cuando escucha el audífono en el episodio Mala Pata.